# Аннали Тигернаха
Аннали Тигернаха (скор. AT, ірл. Annála Tiarnaigh) — середньовічні хроніки, які ймовірно походять із Клонмакнуазу, Ірландія. Мова твору являє собою суміш латинської, старо- та середньоірландської мов.

## Рукописи
Багато середньовічних записів відомі із рукопису 12 століття, MS Ролінсон В 502. Однак справжнє значення мають літописи періоду 489–766 років, 973–1003 років та 1018–1178 років. Ці три фрагменти збереглися у рукописі 14-го століття MS Rawlinson B 488. Історія періоду з 766 по 973 роки втрачено, але вважається, що збережено у скороченому вигляді у «Хронікон Скотторум» (скор. КТ). Остання має дефекти в описі періоду 718–804 років, однак більша частина її змісту походить від гіпотетичної «Хроніки Ірландії» (яка частково походить з «Хроніки Іони»), з якої також є похідними «Аннали Ольстера» (скор. AU) та «Літописи Інісфолен» (скор. AI), ми маємо певне уявлення про те, що містять записи Кетлін Хьюз стверджує, що «АС» і «АТ» розійшлися з «Хронікою Ірландії» десь до 913 року.
Своєю сучасною назвою літопис зобов'язаний Тигернаху Уа Браїну (пом. 1088), настоятелю Клонмакнуазу, але це не означає, що він був його автором. У примітці, доданій до запису за 1088 рік у Ролінсон B 488 зазначено, що текст був написаний Тигернахом до цього моменту. Якщо він не був просто переписувачем оригінального тексту, скопійованого писарем 14 століття, це може означати, що він був одним із літописців, відповідальних за цю роботу.

## Видання
- O'Conor, Charles. Rerum Hibernicarum scriptores veteres. 4 vols. Buckingham, 1814-26. Superseded by Stokes' edition. Available from Google Books [Архівовано 29 травня 2021 у Wayback Machine.].

## Переклад
- Mac Niocaill, Gearóid (2010), The Annals of Tigernach. Unpublished electronic file edited by Emer Purcell and Donnchadh Ó Corráin for University College Cork.

## Дивитися також
- Аннали Камбрії
- Мабіногіон
- Ґільдас Мудрий